# Iskra (obwód Kyrdżali)
Iskra (bułg. Искра) – wieś w Bułgarii, w obwodzie Kyrdżali, w gminie Ardino. Według danych szacunkowych Ujednoliconego Systemu Ewidencji Ludności oraz Usług Administracyjnych dla Ludności, 15 czerwca 2020 roku miejscowość liczyła 66 mieszkańców.
We wsi znajduje się meczet.